# As Meninas
As Meninas ist eine Pagode, Axé und Samba-Frauenband aus dem brasilianischen Bundesstaat Bahia.

## Werdegang
Die Band wurde 1999 von der Sängerin Carla Cristina (* 2. Mai 1977 in Salvador da Bahia) gegründet, welche die Band 2002 bereits wieder verließ. Carla Cristina begann schon in ihrer Jugend in den Bars von Salvador da Bahia zu singen und wurde 1996 zur Cantora Revelação do Carnaval de Salvador gewählt. Das Projekt As Meninas wurde vom Produzenten Cícero Menezes geschaffen, welcher schon erfolgreich mit Carlinhos Brown und Timbalada zusammenarbeitete.
Zu ihren erfolgreichsten Hits gehörten Songs wie „Xibom Bombom“, „Feijão com Arroz“, „Samba da Nega Maluca“, „Tapa Aqui Descobre Ali“ und „Tá Ficando Sério“.

## Diskografie
- As Meninas no Forró (1997)
- Xibom Bombom (1999)
- Tapa Aqui Descobre Ali (2000)
- As Meninas - Ao Vivo (2004)
- Simpatia pra Curar Homem Valente (2005)